# Daniel Alcides Carrión (província)
Daniel Alcides Carrión é uma província do Peru localizada na região de Pasco. Sua capital é a cidade de Yanahuanca.

## Distritos da província
- Chacayán
- Goyllarisquizga
- Paucar
- San Pedro de Pillao
- Santa Ana de Tusi
- Tapuc
- Vilcabamba
- Yanahuanca